# 神機営駅
神機営駅（しんきえいえき）は、中華人民共和国江蘇省南京市秦淮区にある、南京地下鉄5号線の駅である。

## 沿革
- 2025年8月6日：開業[1]。

## 駅名
神機営大隊を直接意味する神機営は、明代南京、北京周辺に駐屯するの三大大隊の一つであり、総称して「三大大隊」と呼ばれ、銃器の利用で有名でした。この駅のあたりかつては明の神機営の所在地であったことから、事業着手当初は南京地下鉄集団は「大校場駅」の仮称を用いており、2019年11月30日に「大校場駅」を駅名として第一次公示された 、2020年1月15日に駅名が「神機営駅」に決定したことが発表された。

## 駅構造

### のりば
| 番線 | 路線            | 方面          | 行先            |
| ---- | --------------- | ------------- | --------------- |
|      | 南京地下鉄5号線 | 南京西駅 方面 | 方家営 行き     |
|      | 南京地下鉄5号線 | 東善橋 方面   | 江蘇軟件園 行き |

## 隣の駅
南京地下鉄
■5号線
大校場駅 - 神機営駅 - 東山香樟園駅